# Conseiller de gouvernement pour l'Équipement, de l'Environnement et de l'Urbanisme (Monaco)
Le conseiller de gouvernement-ministre de l'Équipement, de l'Environnement et de l'Urbanisme est le membre du Conseil de gouvernement de la principauté de Monaco chargé des équipements publics, de l'urbanisme, des constructions immobilières, de l'environnement, des aménagements urbains, des espaces verts et cadre de vie, de l'entretien du domaine de l'État, des transports terrestres, maritimes, aériens, ainsi que du contrôle des concessions de service public.

## Liste des titulaires
| Conseiller de gouvernement-ministre | Dates       |
| ----------------------------------- | ----------- |
| Gilles Tonelli                      | 2005 - 2006 |
| Robert Calcagno                     | 2006 - 2009 |
| Gilles Tonelli                      | 2009 - 2011 |
| Marie-Pierre Gramaglia              | 2011 - 2021 |
| Céline Caron-Dagioni                | Depuis 2021 |